# La Malédiction du kriss pusaka
La Malédiction du kriss pusaka (De kris pusaka) est une mini-série néerlandaise en 13 épisodes de 25 minutes, diffusée à partir du 31 octobre 1977 sur KRO. En France, la série a été diffusée à partir du 5 juillet 1981, puis rediffusée à partir du 9 avril 1983 dans FR3 Jeunesse sur FR3.

## Synopsis
À la suite du vol d'un « kriss pusaka » (poignard sacré javanais) dans un musée d'Amsterdam, un jeune savant néerlandais et son fils se lancent à la poursuite d'un mystérieux antiquaire jusqu'en Indonésie, tandis que se manifesteront les effets maléfiques du kriss.

## Distribution
- Willem Nijholt : Ben van Rooyen
- Erik van 't Wout : Mark van Rooyen

## Fiche technique
- Production : KRO
- Réalisateur : Bram van Erkel
- Scénariste : Anton Quintana

## Épisodes
1. La vente aux enchères[1]
2. Le vol[2]
3. Titre inconnu
4. Le Mauvais Film[3]
5. Le Bateau[4]
6. Le Kriss à vendre[5]
7. Le Bon Numéro
8. Le Grand Feu[6]
9. Titre inconnu
10. Titre inconnu
11. Titre inconnu
12. Le Grand Combat
13. La Décision